# Pervenche Berès
Pervenche Berès (Neuilly-sur-Seine, 10 marzo 1957) è una politica francese del Partito socialista.
È stata deputata europea dal 1994 al 2019.